# Neostylopyga laosana
Neostylopyga laosana es una especie de cucaracha del género Neostylopyga, familia Blattidae.